# Jamilah Sherally
Jamilah Sherally (ca. 1987) is een Nederlands tropenarts. Zij was medisch coördinator bij Stichting Bootvluchteling en bood medische hulp aan Europa's grootste vluchtelingenkamp Moria. Als moslima zet zij zich in voor een meer duurzame en rechtvaardige wereld.

## Biografie
Sherally studeerde Geneeskunde aan de Radboud Universiteit met een stage in Tanzania, specialiseerde zich verder aan de London School of Hygiene & Tropical Medicine waarna ze startte met haar master aan het Koninklijk Instituut voor de Tropen. Zij was werkzaam in onder andere Nigeria, Mali, Soedan en Jordanië en assisteerde bij onderzoek van de Wereldgezondheidsorganisatie.
Sherally is voorzitter van Stichting Groene Moslims, columnist bij het Nederlands Tijdschrift voor Geneeskunde en werkzaam bij de Gemeentelijke gezondheidsdienst (GGD). In 2020 sprak ze als specialist over de impact van de coronapandemie als humanitaire crisis in onder andere vluchtelingenkampen. In haar werk als tropenarts probeert zij bij te dragen aan klimaatrechtvaardigheid door het verkleinen van wereldwijde gezondheidsongelijkheden. Zij sloot zich hiervoor ook aan bij de campagne van SOS Moria EU om meer financiering te krijgen voor vluchtelingenkampen aan de randen van Europa.